# Goleta, Kalifornien
Goleta är en stad (city) i Santa Barbara County, i delstaten Kalifornien, USA. Enligt United States Census Bureau har staden en folkmängd på 30 105 invånare (2011) och en landarea på 20,5 km².